# Damaskiniá (Kozáni)
Damaskiniá, en grec moderne : Δαμασκηνιά,  est un village du dème de Vóio, district régional de Kozáni, en Macédoine-Occidentale, Grèce.
Selon le recensement de 2011, la population du village compte 152 habitants.